# Quickerde
Quickerde bezeichnet einen Boden, dessen Konsistenz sich zwischen plastisch und flüssig bewegt. Bei mechanischer Beanspruchung kann er sich sofort verflüssigen, um im nächsten Moment wieder quasifest zu sein. Ursache der Bodenverflüssigung ist – ebenso wie bei Quickton und  Treibsand – das Phänomen der Thixotropie. Solche Bodenbewegungen können große Schäden hervorrufen.
Der Begriff wurde 1948 durch Ernst Ackermann geprägt, der bei seinem Aufenthalt in Norwegen mehrere Grundbrüche untersuchte. Einen Grundbruch im Lerkedal-Eisenbahneinschnitt bei Trondheim konnte er auf die Verflüssigung eines dünnen Quickerdehorizontes zurückführen, der als Gleitschicht diente. Ausgelöst wurde der Erdrutsch durch die Erschütterungen von Abraumzügen und Baggern.